# Su Meng
Su Meng (Quingdao, 1988) é uma violonista chinesa, conhecida por seu trabalho com Beijin Guitar Duo.
Antes de trabalhar com o Beijin Guitar Duo, ela tocava no quarteto  Four Angels, com Wang Yameng, Li Jie e Chen Shanshan.

## Discografia
- 2006 - Guitar Concert in Korea com Four Angels Quartet

### Videografia
- 2005 - Yameng Wang & Meng Su  (Guitar Concert in Korea - Live)[1]
- 2006 - Guitar Concert in Korea com  Four Angels Quartet

## Premios
- 2002 - Vencedora do "the 5th Vienna Youth Guitar Competition",[2]
- 2005 - Vencedora do "the 48th Tokyo International Guitar Competition",[2]
- 2006 - Vencedora do "the Christopher Parkening Young Guitarist Competition", e "the 2nd Iserlohn International Guitar Competition in Germany".[2]